# Le Ménage moderne de madame Butterfly
Le Ménage moderne de madame Butterfly est un film muet pornographique, réalisé en France dans les années 1920. D'une durée de six minutes trente, il s'agit du premier exemple connu de film pornographique mettant en scène des actes homosexuels et de l'exemple le plus ancien de film bisexuel,. 

## Synopsis
Le film pastiche les personnages de l'opéra Madame Butterfly de Puccini. Madame Butterfly, en compagnie de sa servante Suzuki (orthographiée Soussouki dans les intertitres), attend le retour de son amant, le lieutenant américain Pinkerton. Les deux femmes, pour patienter, ont des rapports lesbiens. 
Pinkerton, de retour, est accueilli par son boy Pinh-Lop, qui lui révèle le secret de Madame Butterfly. Le domestique, épris de Pinkerton, vise ainsi à obtenir les faveurs sexuelles de son maître : il prodigue une fellation au lieutenant, qui le sodomise dans la foulée. Mais Pinkerton retrouve ensuite Madame Butterfly et Soussouki : il se livre alors à un cunnilingus sur Butterfly puis entame un rapport sexuel avec les deux femmes, tandis que Pinh-Lop se masturbe.

## Fiche technique
- Titre : Le Ménage moderne de Mme Butterfly
- Réalisateur : non identifié
- Interprètes : non identifiés
- Pays d'origine :  France
- Année de production : inconnue (circa 1920)
- Durée : 6 min 30 s

## Production
Les auteurs et les interprètes de cette production pornographique, destinée à une exploitation clandestine, sont anonymes. L'homme et les deux femmes qui jouent les rôles de Pinh-Lop, Madame Butterfly et Soussouki sont apparemment des occidentaux maquillés en asiatiques. Par rapport à d'autres bandes du même type réalisées à l'époque, ce film a fait l'objet d'un certain soin : il compte en effet plus de cinquante plans de caméra sur une durée légèrement supérieure à six minutes, et comporte également des images montrant l'arrivée d'un bateau dans un port, ainsi que les rues d'une ville d'Extrême-Orient. Produit en France, il a connu une distribution dans les circuits étrangers, comme l'atteste l'existence de copies avec des intertitres en anglais, dont une a été conservée par l'Institut Kinsey aux États-Unis.
Le critique et universitaire canadien Thomas Waugh a attribué sa réalisation au producteur Bernard Natan. Divers auteurs ont par ailleurs cru reconnaître Natan lui-même dans le rôle de Pinh-Lop. Un universitaire américain, Joseph Slade, avait lui aussi prétendu que Natan jouait dans plusieurs films pornographiques dans un article truffé d'erreurs et d'inventions. D'autres ont au contraire mis en doute cette attribution, et tout particulièrement le fait que Natan, qui était déjà à l'époque une personnalité connue dans les milieux du cinéma, ait pu prendre le risque d'apparaître à l'écran. André Rossel-Kirschen, neveu de Bernard Natan, juge quant à lui que « l'acteur censé être Natan ne lui ressemblait pas. Il était beaucoup plus jeune (entre 18 et 25 ans au plus) alors que Natan avait 34 ans en 1920. »
Le film est connu sous diverses appellations. André Rossel-Kirschen cite le titre Le Ménage moderne de Madame Butterfly, mais plusieurs sources anglo-saxonnes reproduisent le titre - grammaticalement incorrect - Le Ménage moderne du Madame Butterfly. La compilation Polissons et galipettes (2002) le baptise Le Songe de Butterfly, tandis que l'ouvrage Le Cinéma X (La Musardine, 2012) mentionne uniquement le titre Madame Butterfly.
Le film a été incorporé à la compilation Polissons et Galipettes, présentée à la quinzaine des réalisateurs à Cannes en 2002 et réalisé par Michel Reilhac.